# Iridictyon myersi
Iridictyon myersi – gatunek ważki z rodziny świteziankowatych (Calopterygidae). Występuje w północnej części Ameryki Południowej; stwierdzony w Gujanie i we wschodniej Wenezueli.